# Reginas sång
Reginas sång, bok skriven av David och Leigh Eddings.
Originaltitel: Regina's Song

Utgivningsår: 2003, ISBN 91-32-32928-8 (eng: 2002)
Det är en känslosam berättelse om Regina och Renata, två oskiljaktiga tvillingar som växer upp utan att någon kan känna skillnad på dem, knappt ens de själva. Boken är berättad i jagform ur deras vän Marks synvinkel. Han berättar om när en av tvillingarna (vilken vet de inte) blir våldtagen och mördad. Den andra slutar prata och tillbringar tid på ett mentalsjukhus där Mark försöker hjälpa henne.